# Jacques Van der Smissen

Wapenschild van Van der Smissen

Jacques Louis Dominique Van der Smissen, ook genaamd Van der Smissen de Cortenbergh (Brussel, 12 oktober 1788 - Wiesbaden, 5 oktober 1856) was een Belgisch artillerie-officier die tot tweemaal toe deelnam aan een orangistische samenzwering.

## Levensloop
Van der Smissen werd geboren als zoon van Hendrik Van der Smissen en Marie Anne (van) Haelen.
Hij nam dienst in het Napoleontische leger, in het derde regiment rijdende artillerie, en werd er onderluitenant in augustus 1809. Hij maakte de rampzalige Russische veldtocht mee (1812) en werd ontslagen uit Franse dienst op 17 maart 1813.
Op 1 maart 1814 sloot hij zich aan bij het nieuwe Nederlandse leger, als majoor in het Korps Rijdende Artillerie. Tijdens de Slag bij Waterloo had hij het bevel over de artillerie in de 3de Nederlandse divisie, onder David Hendrik Chassé. Hij kreeg de eer voor het manoeuvre van Krahmer die zijn batterij op het beslissende moment zo positioneerde dat de aanval van de Keizerlijke Garde werd gestuit en vervolgens gebroken.
Van der Smissen kreeg voor zijn gedrag tijdens de slag de Militaire Willems-Orde derde klasse.
Hij kreeg eervol ontslag uit het Nederlandse leger op 15 augustus 1818 en werd op 17 augustus bedacht met de titel van baron.
Van der Smissen trouwde in 1816 met Louise Catherine Colleton Graves. Hij vestigde zich in het kasteel op het domein van de voormalige Abdij van Kortenberg en voegde "de Cortenbergh" toe aan zijn naam. Hij onderhield nauwe betrekkingen met de Prins van Oranje, die peter van zijn oudste zoon werd. Sommige geruchten dichtten het vaderschap van deze zoon zelfs toe aan de prins, of suggereerden een intieme relatie tussen beide mannen.

### Belgische Revolutie
Bij het uitbreken van de Belgische Omwenteling sloot Van der Smissen zich aan bij de revolutionairen. Hij werd er de onderbevelhebber van de burgerwacht, die de orde en veiligheid moest herstellen. Na de Septemberdagen kreeg hij in het nieuw opgerichte Belgisch leger de graad van luitenant-generaal, en werd hij de bevelhebber van het Belgische garnizoen te Antwerpen.
In januari-februari werd hij door de agenten van Chassé, die de Citadel van Antwerpen bezette, overhaald om over te lopen naar het contrarevolutionaire kamp. De voorbereidingen voor een staatsgreep werden verijdeld toen enkele lagere officieren, onder wie Alexis Eenens, op 25 maart 1831 weigerden zich aan te sluiten. Van der Smissen werd tijdig verwittigd door regent Surlet de Chokier en vluchtte naar Pruisen, terwijl de overige samenzweerders gearresteerd werden.
Van der Smissen vestigde zich met zijn familie in Wiesbaden. In zijn ballingsoord ontving hij een toelage vanwege koning Willem van 4000 gulden per jaar. Zijn ongenoegen werd er gevoed toen hij vaststelde dat anderen die de contrarevolutionaire beweging actief of passief hadden gesteund, begenadigd werden en zelfs carrière maakten in het leger of de administratie van de nieuwe staat.

### Terugkeer
Na de ondertekening van het Verdrag der XXIV Artikelen (1839) werd er een generaal pardon afgekondigd en keerde Van der Smissen terug naar België. Hij rekende echter op eerherstel én herstel van zijn graad als luitenant-generaal. De regering-De Theux wilde hier aanvankelijk op ingaan, maar verkeek zich hierbij op de anti-orangistische ressentimenten. Het herstel van Van der Smissen in zijn graad werd verworpen door het parlement, wat de val van de regering-De Theux met zich meebracht (april 1840).
De gefrustreerde Van der Smissen begon te intrigeren met een lotgenoot, Auguste Van der Meeren. Zij zetten een plan op om koning Leopold in september 1841, tijdens de herdenking van de Septemberdagen, toen de Nationale feestdag van België, te ontvoeren en eventueel de macht te grijpen in Brussel. Hiertoe smokkelden zij twee kanonnen het land in. De samenzwering kwam echter aan het licht door een loslippigheid en werd sindsdien schamper "le complot des paniers percés" genoemd.
Van der Smissen werd gevangengezet in de kazerne aan de Karmelietenstraat te Brussel en door het hof van Assisen van Brabant ter dood veroordeeld. Hij slaagde er op 7 november 1842 in te ontsnappen door de kleren aan te trekken van zijn vrouw die bij hem op bezoek kwam. Opnieuw nam hij zijn toevlucht in Pruisen, waar hij in 1856 overleed.

## Huwelijk en kinderen
Van der Smissen trouwde op 2 oktober 1816 te Antwerpen met de Britse Louise Catherine Colleton Graves, dochter van rear admiral Richard Graves (1758-1836) en Louise Caroline Colleton.
Zij kregen als kinderen:
1. William Albert Henri Louis Colleton Van der Smissen (Brussel, 7 september 1817 - Vincennes (Frankrijk) - 29 juni 1895[4])
2. Frederic Louis August Richard Graves Van der Smissen (Brussel, 1820 - Parijs)[5]
3. Alfred Louis Adolphe Graves Van der Smissen (Brussel, 1 februari 1823 - aldaar, 16 juni 1895)
4. Ernest Louis Auguste Graves van der Smissen (Kortenberg, 8 augustus 1824 - Vichy (Frankrijk), augustus 1896)
5. Adolphe Jacques Dominique Graves Van der Smissen (Brussel, 3 februari 1828 - aldaar, 15 juli 1895)

- Gemeinsame Normdatei: 1187190640
- Virtual International Authority File: 4009155919267239730001